# 덕과고속버스정류장
덕과고속버스정류장은 전북특별자치도 남원시 덕과면 고정리에 있었던 대한민국의 고속버스정류장이다. 고속버스 전산망상의 터미널 번호는 626이였다.
1999년부터 지역 주민들이 민원을 제기하여 2003년이 되어서야 설치되었다. 매표소는 덕과휴게실이라고 되어있었으며 이 곳에서 승차권을 판매 및 예매가 가능했었다. 실제 승·하차 위치는 매표소 건물에서 임실, 오수 방향으로 약 100m 떨어진 '덕과(덕평)' 시내버스 정류장에서 했었다.
현재 덕과고속버스정류장은 건물이 철거되어 패쇄되었다. 관할은 오수터미널이 이관한다.

## 운행 노선
- 아래의 노선은 폐지되었다.

설치 당시에는 서울로 운행하는 고속버스도 정차하였으나 지금은 인천 ~ 남원고속버스터미널로 운행하는 노선만이 이 곳에 중간 정차했었고 남원 기준 30분 뒤에 이 곳에 도착했었다.
| 운행 노선   | 운행업체          | 운행구간 | 운행구간 | 운행구간 | 경유지       | 배차 간격 | 시간표              |
| ----------- | ----------------- | -------- | -------- | -------- | ------------ | --------- | ------------------- |
| 덕과 ↔ 남원 | 금호고속 경기고속 | 덕과     | ↔        | 남원     | 무정차       | 3회       | 11:40, 17:00, 22:50 |
| 덕과 ↔ 인천 | 금호고속 경기고속 | 덕과     | ↔        | 인천     | 오산, 서수원 | 3회       | 08:30, 14:10, 19:20 |